# Kanton Quimperlé
Quimperlé is een kanton van het Franse departement Finistère. Het kanton maakt deel uit van het arrondissement Quimper.

## Gemeenten
Het kanton Quimperlé omvatte tot 2014 de volgende 5 gemeenten:
- Baye
- Clohars-Carnoët
- Mellac
- Quimperlé (hoofdplaats)
- Tréméven

Bij de herindeling van de kantons bij decreet van 13 februari 2014, met uitwerking op 22 maart 2015, werden daar volgende 6 gemeenten aan toegevoegd:
- Arzano
- Guilligomarc'h
- Locunolé
- Querrien
- Rédené
- Saint-Thurien